# Кріс Мефам
Кріс Мефам (англ. Chris Mepham, нар. 5 листопада 1997, Лондон) — валлійський футболіст, захисник англійського клубу «Борнмут».
Виступав, зокрема, за клуб «Брентфорд», а також національну збірну Уельсу.

## Клубна кар'єра
Народився 5 листопада 1997 року в місті Лондон. Вихованець юнацьких команд футбольних клубів «Челсі» та «Брентфорд».
У дорослому футболі дебютував 2017 року виступами за команду «Брентфорд», в якій провів два сезони, взявши участь у 43 матчах чемпіонату. Більшість часу, проведеного у складі «Брентфорда», був основним гравцем захисту команди.
До складу клубу «Борнмут» приєднався взимку 2019 року. В першому сезоні відіграв 13 матчів в чемпіонаті. Станом на 11 червня 2021 року відіграв за клуб з Борнмута 56 матчів в усіх турнірах.

## Виступи за збірні
2017 року дебютував у складі юнацької збірної Уельсу (U-20), загалом на юнацькому рівні взяв участь у 1 іграх.
Протягом 2017 року залучався до складу молодіжної збірної Уельсу. На молодіжному рівні зіграв у 4 офіційних матчах.
2018 року дебютував в офіційних матчах у складі національної збірної Уельсу.
У травні 2021 Кріса було включено до заявки збірної на чемпіонат Європи 2020.
| Дата       | Місто                 | Господарі   | Результат | Гості       | Турнір                               | Голи | Примітки |
| ---------- | --------------------- | ----------- | --------- | ----------- | ------------------------------------ | ---- | -------- |
| 22-3-2018  | Наньнін               | КНР         | 0 – 6     | Уельс       | товариський матч                     | -    | 70'      |
| 28-5-2018  | Пасадіна (Каліфорнія) | Мексика     | 0 – 0     | Уельс       | товариський матч                     | -    |          |
| 6-9-2018   | Кардіфф               | Уельс       | 4 – 1     | Ірландія    | Ліга націй УЄФА 2018-2019 - 1-й етап | -    |          |
| 9-9-2018   | Орхус                 | Данія       | 2 – 0     | Уельс       | Ліга націй УЄФА 2018-2019 - 1-й етап | -    |          |
| 24-3-2019  | Кардіфф               | Уельс       | 1 – 0     | Словаччина  | Відбір до ЧЄ 2020                    | -    |          |
| 8-6-2019   | Осієк                 | Хорватія    | 2 – 1     | Уельс       | Відбір до ЧЄ 2020                    | -    |          |
| 6-9-2019   | Кардіфф               | Уельс       | 2 – 1     | Азербайджан | Відбір до ЧЄ 2020                    | -    | 53'      |
| 9-9-2019   | Кардіфф               | Уельс       | 1 – 0     | Білорусь    | товариський матч                     | -    | 77'      |
| 16-11-2019 | Баку                  | Азербайджан | 0 – 2     | Уельс       | Відбір до ЧЄ 2020                    | -    |          |
| 19-11-2019 | Кардіфф               | Уельс       | 2 – 0     | Угорщина    | Відбір до ЧЄ 2020                    | -    |          |
| 8-10-2020  | Лондон                | Англія      | 3 – 0     | Уельс       | товариський матч                     | -    |          |
| 14-10-2020 | Софія (місто)         | Болгарія    | 0 – 1     | Уельс       | Ліга націй УЄФА 2020-2021 - 1-й етап | -    |          |
| 15-11-2020 | Кардіфф               | Уельс       | 1 – 0     | Ірландія    | Ліга націй УЄФА 2020-2021 - 1-й етап | -    |          |
| 18-11-2020 | Кардіфф               | Уельс       | 3 – 1     | Фінляндія   | Ліга націй УЄФА 2020-2021 - 1-й етап | -    |          |
| 24-3-2021  | Левен                 | Бельгія     | 3 – 1     | Уельс       | Відбір до ЧС 2022                    | -    |          |
| 30-3-2021  | Кардіфф               | Уельс       | 1 – 0     | Чехія       | Відбір до ЧС 2022                    | -    | 56'      |
| 2-6-2021   | Ніцца                 | Франція     | 3 – 0     | Уельс       | товариський матч                     | -    | 46'      |
| Усього     |                       | Матчів      | 17        |             | Голів                                | 0    |          |